# OllyDbg
OllyDbg — безкоштовний пропріетарний 32-бітний зневаджувач рівня асемблера, для операційних систем Windows, призначений для аналізу та модифікації компільованих виконуваних файлів та бібліотек, працюючих в режимі користувача (ring-3).
OllyDbg вигідно відрізняється від класичних відладчиків (таких, як SoftICE) простим інтерфейсом, інтуїтивним підсвічуванням специфічних структур коду, простотою в установці та запуску. Для того, щоб розібратися в принципі роботи OllyDbg, достатньо лише базових знань в області мови асемблера. З цих причин OllyDbg рекомендують до використання навіть новачкам.
Остання версія програми на старому рушію — 1.10, не оновлювалася з травня 2004. Проте, 12 листопада 2006 а на офіційному сайті було опубліковано анонс нової, другої версії продукту. З 2 червня 2010 доступна перша нова версія OllyDbg 2.0 без префіксу «бета».

## Можливості
- Підтримувані процесори: вся серія 80x86, Pentium і сумісні; розширення MMX, 3DNow! та SSE до версії SSE4 включно (SSE5 поки не підтримується).
- Підтримувані формати даних: hex-код, ASCII, юнікод, 16- та 32-бітові цілі числа зі знаком і без знаку, 32-, 64- і 80-бітові числа з рухомою комою (float).
- Способи відображення дизасемблювати коду: MASM, IDEAL, HDA.
- Потужний аналізатор коду, що розпізнає процедури, цикли, розгалуження, таблиці, константи і текстові рядки.
- Розгорнута система пошуку: пошук всіх можливих констант, команд, послідовностей команд, текстових рядків і посилань в коді на цю адресу.
- Розпізнавання і розшифровка більше двох тисяч типових функцій Windows API та мови C.
- Розпізнавання і розшифровка PE-заголовка.
- Евристичний аналіз стеку, розпізнання адрес повернення до батьківської процедури.
- Прості, умовні та протоколюючі точки зупинки (breakpoints).
- Покрокове налагодження з протоколюванням ходу виконання (run trace).
- Індивідуальний файл конфігурації (UDD) для кожної програми.